# ベン・ゴードン
ベンジャミン・アシェナフィ・ゴードン（Benjamin Ashenafi Gordon、1983年4月4日 - ）は。ロンドン生まれ、ニューヨーク州マウントバーノン育ちの元プロバスケットボール選手。NBAのシカゴ・ブルズなどに所属していた。身長191cm、体重91kg。ポジションはガード。

## 経歴

### 生い立ち
ゴードンの両親はジャマイカ人であり、ロンドンで生を受け、その後ニューヨーク州のマウントバーノンで育った。大学はコネチカット大学に進し3年間エメカ・オカフォーらとプレイした。2004年のNCAAトーナメントではチームを優勝へと導き、ファイナル4のオールトーナメントチームに選ばれた。

### NBA
大学3年を終えた時点でアーリーエントリーを宣言、2004年のNBAドラフトでシカゴ・ブルズから1巡目3位で指名を受けNBA入団した（マイケル・ジョーダンがちょうど20年前に同じくブルズから3位指名を受けており、少なからず運命めいたものを感じたようである）。
ルーキーイヤーとなる2004-05シーズンは、82試合全てに出場し平均15.1得点、2.6リバウンド、1.9アシストと上々の成績を残し、新人選手としては初めてシックスマン賞（もっとも優秀なベンチプレーヤー）を受賞。さらにオールルーキー1stチームにも選出された。特に第4クオーターにおける2桁得点の試合数ではレブロン・ジェームズに次ぎ第2位（21試合）であり、新人らしからぬ驚異的な勝負強さを披露した。その一方で、ターンオーバーが多く、またスタミナ不足の問題もあった。
2年目以降、ゴードンはブルズのエースとして活躍。2005-06シーズンは、80試合中47試合で先発出場となり、出場時間も増え、成績も向上した。翌2006-07シーズンは82試合中51試合で先発出場。スターターの座も掴み、平均得点も20点超えを果たすなど更なる成長を遂げた。
2008-09シーズン、ブルズはレギュラーシーズンを7位で通過し、レギュラーシーズン2位で昨季王者のセルティックスとプレーオフ1回戦で対戦する。下馬評では、主戦力のケビン・ガーネットを欠くも、セルティックス絶対有利との見方であったが、ブルズは4回の延長、7回のOTというNBA新記録の大激戦を繰り広げ、勝負を第7戦まで持ち込んだ。第7戦でブルズは惜しくも敗れてしまうも、ゴードンは第4戦の1度目のOT残り4秒で同点の3Pを決めるなど、プレーオフ平均24.3得点、2.9リバウンド、3.0アシストの活躍だった。しかし、一方では、FGのパーセンテージが低すぎるとの批判もあった。
同シーズンオフ、ゴードンは再建中のデトロイト・ピストンズにFA移籍することとなり、ブルズを去った。
2009-10シーズン、2010年1月9日に76ERS戦で、前半残り3分51秒に、NBA史上通算10000得点目をマークした。
2012年6月26日、コーリー・マゲッティとのトレードでシャーロット・ボブキャッツに移籍した。2014年3月2日に解雇された。
2014年7月11日、オーランド・マジックと契約。2015年6月28日、マジックはゴードンの2015-16シーズンの契約 (チームオプション) を更新しないことを発表した。
2015-16シーズン開幕前は、ゴールデンステート・ウォリアーズのキャンプに参加するも、シーズンを待たずに解雇。以降は無所属の状態が続いたが、2017年1月20日にDリーグのテキサス・レジェンズと契約した。

## 個人成績

### NBA

#### レギュラーシーズン
| シーズン | チーム | GP  | GS  | MPG  | FG%  | 3P%  | FT%  | RPG | APG | SPG | BPG | PPG  |
| -------- | ------ | --- | --- | ---- | ---- | ---- | ---- | --- | --- | --- | --- | ---- |
| 2004–05  | CHI    | 82  | 3   | 24.4 | .411 | .405 | .863 | 2.6 | 2.0 | .6  | .1  | 15.1 |
| 2005–06  | CHI    | 80  | 47  | 31.0 | .422 | .435 | .787 | 2.7 | 3.0 | .9  | .1  | 16.9 |
| 2006–07  | CHI    | 82* | 51  | 33.0 | .455 | .413 | .864 | 3.1 | 3.6 | .8  | .2  | 21.4 |
| 2007–08  | CHI    | 72  | 27  | 31.8 | .434 | .410 | .908 | 3.1 | 3.0 | .8  | .1  | 18.6 |
| 2008–09  | CHI    | 82* | 76  | 36.6 | .455 | .410 | .864 | 3.5 | 3.4 | .9  | .3  | 20.7 |
| 2009–10  | DET    | 62  | 17  | 27.9 | .416 | .321 | .861 | 1.9 | 2.7 | .8  | .1  | 13.8 |
| 2010–11  | DET    | 82  | 27  | 26.0 | .440 | .402 | .850 | 2.4 | 2.1 | .6  | .2  | 11.2 |
| 2011–12  | DET    | 52  | 21  | 26.9 | .442 | .429 | .860 | 2.3 | 2.4 | .7  | .2  | 12.5 |
| 2012–13  | CHA    | 75  | 0   | 20.8 | .408 | .387 | .843 | 1.7 | 1.9 | .5  | .2  | 11.2 |
| 2013–14  | CHA    | 19  | 0   | 14.7 | .343 | .276 | .810 | 1.4 | 1.1 | .5  | .1  | 5.2  |
| 2014–15  | ORL    | 56  | 0   | 14.1 | .437 | .361 | .836 | 1.1 | .9  | .3  | .0  | 6.2  |
| 通算     | 通算   | 744 | 269 | 27.4 | .432 | .401 | .857 | 2.5 | 2.5 | .7  | .2  | 14.9 |

#### プレーオフ
| シーズン | チーム | GP | GS | MPG  | FG%  | 3P%  | FT%  | RPG | APG | SPG | BPG | PPG  |
| -------- | ------ | -- | -- | ---- | ---- | ---- | ---- | --- | --- | --- | --- | ---- |
| 2005     | CHI    | 6  | 1  | 25.5 | .405 | .318 | .800 | 2.7 | 2.5 | .8  | .3  | 14.5 |
| 2006     | CHI    | 6  | 6  | 40.8 | .406 | .366 | .676 | 3.3 | 3.0 | 1.0 | .0  | 21.0 |
| 2007     | CHI    | 10 | 10 | 39.5 | .415 | .436 | .921 | 3.8 | 3.8 | .9  | .1  | 20.4 |
| 2009     | CHI    | 7  | 7  | 43.4 | .388 | .370 | .875 | 2.9 | 3.0 | .4  | .1  | 24.3 |
| 通算     | 通算   | 29 | 24 | 37.9 | .403 | .384 | .840 | 3.2 | 3.1 | .8  | .1  | 20.2 |

## プレースタイル
高い得点能力がゴードンの最大の売り。運動能力は非常に高く、1オン1に絶対の自信を持つ。積極的なドライブインからアウトサイドシュートもこなす。リーグ屈指のクラッチ・シューターとして知られ、特に評価が高いのは第4クォーターでの勝負強さ。第4クォーターだけで何度も二桁得点を挙げチームに貢献した。また3Pシュートについては、2006年4月14日のワシントン・ウィザーズ戦では、放った9本の3Pシュートを全て決めるというパフォーマンスを披露したようにアウトサイドシュートに長けており、高い爆発力を持っている。他にミスなしで9本の3Pシュートを決めたのはラトレル・スプリーウェルのみ。その勝負強さはあのマイケル・ジョーダンにも似ているとシカゴのファンの中でも評価が高い。一方で、シューティングガードの選手としてはややアンダーサイズで元々あまりディフェンスを得意としていないため、主にシックスマンとしての起用が多い。

## エピソード
- ニューヨーク・ニックスの本拠地マディソン・スクエア・ガーデンでしばしば活躍したことから「マディソン・スクエア・ゴードン」と呼ばれた。
- 前述のようにジョーダンを髣髴とさせる強さを見せることから「Ben Jordan」と呼ばれることもある。